# 前田多美
前田 多美（まえだ たみ）は、日本の映画監督、脚本家、女優。東京都港区出身、大阪府育ち。独自の映画制作手法を特徴とし、制作から配給までを一貫して手がける自主映画制作者として知られる。

## 経歴

### 初期の生活と教育
東京都港区で生まれ、4歳から母の実家がある大阪府で育った。大学院では美術史を専攻し、ポール・ゴーギャンのブルターニュ地方における創作活動と独自性の確立に関する研究を行い、修士論文を執筆した。

### 職業経験
学芸員を志望していたが、就職状況の困難さから一般企業に就職し、システムエンジニアとして社会人生活を始めた。しかし適性の問題から約1年で退職。その後、ライター、和菓子店員、映画館スタッフなど様々な職業を経験した。

### 俳優活動
映画のエキストラとして活動を始め、徐々に本格的な俳優活動に移行。2012年、山下敦弘監督主催のワークショップ「シネマ☆インパクト」に参加し、『ありふれたライブテープにFocus』で役付きでの出演を果たした。また同時期に今泉力哉監督の『tarpaulin』にも出演。これが実質的な俳優デビュー作となった。2013年には『トムソーヤーとハックルベリーフィンは死んだ』に出演し、初めてメインキャストでの出演を経験。この作品は後の広島移住に影響を与えた。

### 広島移住と映画監督としての活動
2015年頃、俳優としてのキャリアに限界を感じ、広島県へ移住。地方企業の広報担当として採用され、企業プロモーション映像の制作を担当。この経験が映像制作者としての活動につながり、地元アーティストとのコラボレーションによる作品制作を開始。2018年には実質的な監督デビュー作を完成させた。

### 長編映画デビューと評価
2020年には、新型コロナウイルスの影響下で、広島ロケによる短編映画『光をとめる』を含む3作品のオンライン上映企画に参加した。新型コロナウイルス感染拡大により上映が危ぶまれる中、システムエンジニアとしての経験を活かしオンライン配信という新たな上映形態を実現。これは「ミニシアター・エイド」に続く支援モデルの一例として注目された。
2021年11月、自身が脚本・監督・編集・出演を兼任した長編映画『犬ころたちの唄』で劇場公開デビューを果たし、興行面でも成功を収めたことで映画監督として本格的に認知されるようになった。

## 作風
地域密着型の製作スタイルに特徴があり、広島を拠点に、地元のアーティストや一般市民を起用した作品づくりを行っている。また、制作から配給・宣伝までを一人で担うインディペンデントな制作姿勢も特徴的である。
上映においては観客との双方向的な交流を重視し、上映後のトークイベントやSNSを通じた発信を積極的に行っている。

## 現在の活動
広島を拠点としつつ、全国各地での上映活動を展開している。映画制作の持続可能性や、クリエイターの生活との両立という課題にも取り組みながら、映画を通じた人と人とのつながりや、観客に残る「体験」の創出を目指している。

## 主な出演作品
- 『tarpaulin』（2012年、監督：今泉力哉）
- 『ありふれたライブテープにFocus』（2012年、監督：山下敦弘）
- 『おとぎ話みたい』（2013年、監督：山戸結希）
- 『トムソーヤーとハックルベリーフィンは死んだ』（2013年、監督：平波亘）
- 『襟売ってよ』（2014年、監督：大河原恵）
- 『おとなになりたくて』（2014年、監督：黒田将史）
- 『寝てるときだけ、あいしてる。』（2018年、監督：川原康臣）
- 『鯉のはなシアター』（2018年、監督：時川英之）
- 『船長さんのかわいい奥さん』（2018年、監督：張元香織）
- 『彼女は夢で踊る』（2019年、監督：時川英之）
- 『ドライブ・マイ・カー』（2021年、監督：濱口竜介）

## 主な監督作品
- 『犬ころたちの唄』（2021年）
- 『KYロック！』（2024年）